# 塔拉西夫卡 (伊奇尼亞區)
50°42′15″N 32°26′59″E / 50.70417°N 32.44972°E
塔拉西夫卡（烏克蘭語：Тарасівка），是烏克蘭北部的村莊，隸屬切爾尼希夫州的普里盧基區。該村始建於1924年，面積0.29平方公里，海拔高度154米，2001年人口29，人口密度每平方公里101.4人。